# Warburton Ledge
Warburton Ledge är en bergstopp i Antarktis. Den ligger i Östantarktis. Australien gör anspråk på området. Toppen på Warburton Ledge är 3 200 meter över havet.
Terrängen runt Warburton Ledge är huvudsakligen mycket bergig. Trakten är obefolkad. Det finns inga samhällen i närheten. 